# Dairyland (Wisconsin)
Dairyland es un pueblo ubicado en el condado de Douglas en el estado estadounidense de Wisconsin. En el Censo de 2010 tenía una población de 184 habitantes y una densidad poblacional de 0,5 personas por km².

## Geografía
Dairyland se encuentra ubicado en las coordenadas 46°15′1″N 92°9′53″O / 46.25028, -92.16472. Según la Oficina del Censo de los Estados Unidos, Dairyland tiene una superficie total de 364.36 km², de la cual 362.56 km² corresponden a tierra firme y (0.49%) 1.79 km² es agua.

## Demografía
Según el censo de 2010, había 184 personas residiendo en Dairyland. La densidad de población era de 0,5 hab./km². De los 184 habitantes, Dairyland estaba compuesto por el 98.91% blancos, el 0.54% eran afroamericanos, el 0.54% eran amerindios, el 0% eran asiáticos, el 0% eran isleños del Pacífico, el 0% eran de otras razas y el 0% pertenecían a dos o más razas. Del total de la población el 0% eran hispanos o latinos de cualquier raza.